# Vysílač Nad oborou
Vysílač Nad oborou (654 m n. m.) je rádiový a televizní vysílač v trenčínském okrese na Slovensku. Nachází se na stejnojmenném vrchu v pohoří Bílé Karpaty nad Dolní Súčou.

## Historie
Šíření signálu zajišťuje 81 m vysoká příhradová věž, podobná věži na bardějovském vysílači, dokončena v roce 1976. Součástí vysílacího střediska je komplex budov, které napovídají o významu této kóty. Televizní vysílání bylo z nové věže spuštěny 6. září 1975. Vysílač začal v pásmu FM vysílat v roce 1991, kdy vzniklo celoplošné Rádio FM. Později přibyly další okruhy Slovenského rozhlasu i soukromé vysílací stanice.

## Poloha
Vysílač se nachází asi 7 km severně od Trenčína, nad Dolní Súčou, na vrcholu nevýrazného, 654 m n. m. vysokého vrchu Nad oborou. K vysílači vede cesta přes Trenčianskou Závadu, osadu Nemšová. Nedaleko se nachází i soukromý vysílač, označovaný jako Javorník nebo i Nad oborou II, ze kterého v minulosti vysílalo Fun Radio a TV JOJ.
Poloha vysílače nad hustě obydleným Považím, vysoký vyzařovaný výkon i nadmořská výška činí z tohoto vysílače vysoce účinný zdroj signálu. Pokrytím okresů Trenčín, Ilava, Púchov, Považská Bystrica, Nové Město nad Váhom a Piešťany navazuje na vysílače Velká Javořina a Krížava. Přesahy umožňují přijímat signál i na Horní Nitře, Horním Pováží a na části Moravy.

## Vysílané stanice

### Televize
Z vrcholu Nad oborou jsou šířeny následující slovenské multiplexy:
|        | Multiplex    | Kanál | Kmitočet | Výkon (ERP) | Polarizace |
| ------ | ------------ | ----- | -------- | ----------- | ---------- |
| DVB-T  | 1. multiplex | 39    | 618 MHz  | 29,9 kW     | vertikální |
| DVB-T  | 2. multiplex | 21    | 474 MHz  | 39,936 kW   | vertikální |
| DVB-T  | 3. multiplex | 23    | 490 MHz  | 50 kW       | vertikální |
| DVB-T2 | 4. multiplex | 27    | 522 MHz  | 50 kW       | vertikální |

### Rozhlas
Přehled rozhlasových stanic vysílaných z vrcholu Nad oborou:
|    | Stanice         | Kmitočet  | Výkon (ERP) | Polarizace   |
| -- | --------------- | --------- | ----------- | ------------ |
| FM | Fun Radio       | 89,1 MHz  | 10 kW       | horizontální |
| FM | Rádio Lumen     | 93,3 MHz  | 10 kW       | horizontální |
| FM | Rádio Slovensko | 95,9 MHz  | 10 kW       | horizontální |
| FM | Rádio Devín     | 97,8 MHz  | 10 kW       | horizontální |
| FM | Rádio FM        | 101,2 MHz | 10 kW       | horizontální |
| FM | Rádio Vlna      | 105,5 MHz | 10 kW       | horizontální |